# 约内尔·奥古斯丁
约内尔·奥古斯丁（羅馬尼亞語：Ionel Augustin，1955年10月11日—），罗马尼亚男子足球运动员，司职前锋。他曾代表罗马尼亚国家队参加1984年欧洲足球锦标赛，结果队伍止步小组赛阶段。